# Jean de Saint-Victor (chroniqueur)
Pour les articles homonymes, voir Jean de Saint-Victor et Jean Bouin.
Jean de Saint-Victor ou Jean Bouin ou Jean de Paris, est un chanoine régulier et chroniqueur du XIIIe siècle, auteur d'un Memoriale Historiarum débuté entre 1307/1311 et achevé avant 1335.

## Vie
Nous disposons d'informations tardives qui sont issues de l'hagiographie de Simon Gourdan (repris par Jean de Thoulouze), historien victorin du XVIIe siècle :

« Jean, surnommé Baüyn, vécut dans une admirable piété sans autre occupation que de se remplir de la vérité. Sa science devint si étendue et l'Histoire sainte lui devint si naturelle qu'il composa un abrégé d'annales depuis la création du monde jusqu'en 1322, en parcourant tous les événements de l'Ancien et du Nouveau Testament, aussi bien que ceux de l'Église et des États et réglant sa conduite sur tous les effets de la providence divine qu'il méditait dans sa solitude et dont il paraît qu'il n'est jamais sorti. Il n'a même pas fait connaître son nom, qu'on n'a découvert que depuis sa mort, conservant ainsi le silence dans ses ouvrages, éternisant en quelque sorte l'oubli de lui-même par les soins qu'il a pris de se cacher à la postérité. Il mourut vers 1351. Étant originaire de Paris, il en porta le nom et entra dans Saint-Victor l'an 1327 et fut vingt-deux ans dans une piété héroïque avant que de commencer d'écrire, ce qu'il ne fit que par l'ordre de ses supérieurs et très secrètement, comme nous l'avons dit. »

## LeMemoriale Historiarum
Le Memoriale Historiarum est l'œuvre d'un historien, centré sur la France, à qui l'on a confié la rédaction d'une grande histoire destinée à la formation des étudiants. La partie dévolue à Philippe le Bel est présentée sous forme d'éphémérides et est très à l'avantage du souverain.
Parmi la quinzaine de copies généralement fragmentaires, laissant la première partie, il existe deux sources principales qui sont les manuscrits de Paris, Arsenal 1117 (avant 1330) mais qui est incomplet ; et un autre de la BNF Ms. lat. 15010-11 (avant 1335) qui va jusqu'en 1322 et utilise le Speculum historiæ de Vincent de Beauvais, chaque notice étant plus développée. Le manuscrit de l'Arsenal a été abandonné vers 1308, mais comporte un texte liminaire intitulé Traité de la division des royaumes. Introduction à une histoire universelle dont le modèle principal est le Liber exceptionum de Richard de Saint-Victor. Un autre manuscrit est disponible à Cambridge, Corpus Christi College B. 60.
Les sources anciennes compilées par l'auteur sont Bède le vénérable, Hugues de Fleury, Hugues de Saint-Victor, Geoffroy de Monmouth et à travers Vincent de Beauvais, Isidore de Séville et Guillaume de Malmesbury. Pour la période contemporaine, outre ses observations personnelles, Jean utilise Guillaume de Nangis (jusqu'à Louis IX), Geoffroi de Paris et Bernard Gui.
Le titre donne la thèse principale de Jean : les royaumes, tels des organismes naturels, naissent, vivent et meurent. Si l'auteur laisse peu d'appréciations personnelles, c'est qu'il s'agit d'un répertoire aide-mémoire.

## Édition
- Isabelle Guyot-Bachy, Le Memoriale Historiarum de Jean de Saint-Victor. Un historien et sa communauté au début du XIVe siècle.  Turnhout, Brepol, 2000, 608 p.
- Traité de la division des royaumes. Introduction à une histoire universelle. Introduction, édition critique et traduction par Isabelle Guyot-Bachy et Dominique Poirel [trad.], Turnhout, Brepol, 2002, 322 p.